# Asmir Begović
Asmir Begović (ur. 20 czerwca 1987 w Trebinju) – bośniacki piłkarz występujący na pozycji bramkarza w angielskim klubie Everton F.C. oraz w reprezentacji Bośni i Hercegowiny.
Wcześniej grał w Portsmouth, z którego był wypożyczany do różnych angielskich i zagranicznych klubów, gdyż w tej drużynie nie był podstawowym zawodnikiem.

## Kariera klubowa

### Portsmouth
W 2003 Begović podpisał kontrakt z młodzieżówką Portsmouth F.C. W 2005 roku został wypożyczony do La Louvière. Potem zagrał w Stockport County. Zadebiutował 25 listopada 2006 roku z konieczności, ponieważ kontuzji nabawił się Jonny Brain. W sierpniu 2007 został wypożyczony do Bournemouth. W marcu 2008 podpisał kontrakt z Yeovil Town. Zagrał tam czternaście razy, zachowując trzy czyste konta. W Portsmouth zadebiutował dopiero w 2009 w meczu z Sunderlandem.
"To było fantastyczne, aby zanotować pierwszy występ w Premier League. Mam nadzieję, że będę bronił przez dłuższy czas." - Asmir Begović
W 2009 został on wypożyczony do Ipswich Town. Po powrocie do swojego klubu postanowił nie podpisywać z nim nowej umowy.

### Stoke City
W dniu 1 lutego 2010 roku Begović podpisał kontrakt z Stoke City. Menedżer The Potters Tony Pulis powiedział, że na początku będzie tylko obserwował grę i postępy nowego bramkarza. 
Śledzimy postępy Asmira i mam zamiar powiedzieć, że jest on najlepszym młodym bramkarzem w Anglii - Tony Pulis o Asmirze Begoviciu
25 kwietnia 2010 zadebiutował w meczu z Chelsea. 1 maja tego samego roku zachował pierwsze czyste konto w spotkaniu z Evertonem. W grudniu 2011 bramkarz przedłużył umowę do 2016.
2 listopada 2013 strzelił gola w 13 sekundzie meczu przeciwko Southampton (dostał piłkę i silnym uderzeniem przelobował Artura Boruca).

### Chelsea
13 lipca 2015 podpisał czteroletni kontrakt z Chelsea.

### Bournemouth
W 2017 podpisał kontrakt z Bournemouth.

## Kariera reprezentacyjna
Begović został powołany na mecze eliminacyjne do Mistrzostw Świata 2014 w Brazylii. Bośnia i Hercegowina awansowała z 1. miejsca w grupie eliminacyjnej. Pojechał także na mecze grupowe tejże imprezy, lecz jego drużyna nie wyszła z grupy.

## Życie prywatne
18 czerwca 2011 poślubił Nicolle, z którą ma córkę Taylor.